# 케페우스
케페우스(그리스어: Κηφέας, 라틴어: Cepheus 영어: [ˈsiːfiəs | ˈsiːfjuːs])는 그리스 신화에 나오는 아이티오피아(Aethiopia, 후세 또는 현대의 에티오피아(Ethiopia)와는 다른 지명)의  국왕들이었던 두 명의 왕들을 가리킨다. 이 둘 중에 조부  케페우스 국왕은 아이티오피아 지역을 다스렸으며 손자인 케페우스(Cepheus, King of Aethiopia) 국왕은 카시오페이아의 남편으로서, 안드로메다의 아버지이다. 케페우스는 그리스어로 '정원을 가꾸는 사람'이란 뜻으로, 반란을 잠재우기 위해 페르세우스가 든 메두사의 머리를 보고 돌이 되어 후에 별자리가 되었다.

카페우스(녹색), 카시오페이아(노란색), 북두칠성(흰색)과 북극성(빨간색) - 북쪽 하늘의 봄철의 별자리

## 같이 보기
- 케페우스 별자리
- 카시오페이아 자리
- 안드로메다 별자리
- 테게아의 케페우스
- 북쪽하늘의 별자리

## 참고
- (한국천문연구원 천문우주지식정보)https://astro.kasi.re.kr:444/learning/pageView/5267%5B깨진+링크()%5D+과거+내용+찾기%5D)%5D
- (경기도융합과학교육원)www.gise.kr/upload/board/upfile/1700/계절별%20별자리.hwp